# Bomba di Piazzale Arnaldo
La bomba di piazzale Arnaldo è il nome con cui è conosciuto un attentato compiuto a Brescia il 16 dicembre 1976 nel contesto degli anni di piombo e della cosiddetta strategia della tensione.

## I fatti
Quel giorno, alle 18.59, esplose un rudimentale ma potente ordigno a miccia lenta piazzato da militanti di estrema destra in una zona centrale della città, Piazzale Arnaldo. L'ordigno fu posizionato sotto il portico del ex Casello del Dazio che sorge all'angolo tra il piazzale e via Turati. Si trattava di una pentola a pressione imbottita con 800 grammi di esplosivo da mina al nitrato d'ammonio che riuscì a proiettare schegge a 50 metri di distanza, ferendo 11 persone e uccidendo sul colpo Bianca Gritti Daller, sessantunenne insegnante di tedesco.
Tra i feriti rischiò di perdere la vita anche Giovanni Lai, all'epoca trentenne brigadiere dei Carabinieri, che intervenne prontamente limitando i danni della deflagrazione. Quando venne avvertito di una borsa fumante abbandonata nel piazzale si incaricò personalmente, insieme a un collega, di tenere a distanza i curiosi e, impugnata un'asta di metallo, cercò di spostare la borsa. Lo scoppio lo sorprese quando l'involucro era ormai parzialmente nascosto dietro una colonna ma a quel punto una tragedia ben più grave era stata sicuramente evitata.

## Gli esiti giudiziari
Nel giugno del 1983 la Corte d'assise d'appello emise una sentenza di condanna verso gli esecutori materiali dell'attentato riconoscendo il movente terroristico-politico dell'atto. Giuseppe Piccini, uno dei quattro condannati aveva dichiarato di aver ricevuto disposizioni affinché la bomba fosse collocata in una zona trafficata con l'obiettivo di terrorizzare la città ma successivamente aveva ritrattato le proprie affermazioni negando anche la matrice politica del gesto: lo scopo dell'ordigno era di consentire la rapina ad un laboratorio di oreficeria che poi non fu mai compiuta.